# Let Me Entertain You (Robbie-Williams-Lied)
Let Me Entertain You ist ein Lied des britischen Popsängers Robbie Williams aus dem Jahr 1997.

## Entstehung und Veröffentlichung
Das Lied wurde vom Interpreten selbst, gemeinsam mit Guy Chambers, geschrieben beziehungsweise komponiert. Chambers war darüber hinaus mit Steve Power für die Produktion verantwortlich.
Die Erstveröffentlichung von Let Me Entertain You erfolgte als Teil von Williams’ Debütalbum Life Thru a Lens am 29. September 1997. Am 16. März 1998 erschien das Lied als fünfte Singleauskopplung des Albums.

## Musikvideo
Das Musikvideo zu Let Me Entertain You entstand unter der Regie von Vaughan Arnell und stellt eine Reminiszenz an die Band Kiss dar. Williams übernahm im Video die Rolle des Gene Simmons. Bis Februar 2024 zählte es über 24 Millionen Aufrufe bei YouTube.

## Rezeption

### Charts und Chartplatzierungen
| ChartsChartplatzierungen     | Höchstplatzierung | Wochen |
| ---------------------------- | ----------------- | ------ |
| Vereinigtes Königreich (OCC) | 3 (14 Wo.)        | 14     |

### Auszeichnungen für Musikverkäufe
| Land/Region                  | Auszeichnungen für Musikverkäufe (Land/Region, Auszeichnung, Verkäufe) | Verkäufe |
| ---------------------------- | ---------------------------------------------------------------------- | -------- |
| Dänemark (IFPI)              | Gold                                                                   | 45.000   |
| Vereinigtes Königreich (BPI) | Platin                                                                 | 645.000  |
| Insgesamt                    | 1× Gold · 1× Platin ·                                                  | 690.000  |

Hauptartikel: Robbie Williams/Auszeichnungen für Musikverkäufe